# Університет Нансі II
Університет Нансі II (фр. Université Nancy-II) — французький гуманітарний університет, що належить до академії Нансі-Мец, входить в університетську федерацію Університет Нансі. Університет спеціалізується на гуманітарних та суспільних науках. У ньому навчається 18 770 студентів (2005).

## Структура
В університеті є такі підрозділи, розташовані в Нансі:
- Філологічний факультет, гуманітарні та суспільні науки
- Кампус Карно Равінель: право, економіка, економічний і соціальний адміністрація
- Інститут господарського управління, комерція, математика та інформатика
- Університетський інститут технології Нансі Шарлемань:комерція, управління, зв'язок, інформатика
- Європейський інститут кіно і аудіовідео
- Регіональний робочий інститут

## Бібліотеки
Університет має 35 бібліотек, в яких зберігається близько 500 тисяч документів та понад 250 тисяч книг.